# Mosbach (Wutha-Farnroda)
Mosbach ist ein Ortsteil der Gemeinde Wutha-Farnroda in Westthüringen.

## Geographie
Der Ortsteil mit 1383 Einwohnern liegt auf einer Höhe von etwa 300 Metern, ca. 2 km vom Rennsteig und 6 km von Eisenach entfernt. Namensgeber des 5 Kilometer langen Waldhufendorfes ist der Mosbach, welcher durch den Ort fließt.
Der Ortsteil grenzt im Norden und Osten an die Kerngemeinde Wutha-Farnroda, im Südosten liegen Thal und Kittelsthal, im Südwesten die Stadt Ruhla und der Gerstunger Ortsteil Wilhelmsthal. Im Westen von Mosbach befindet sich die Stadt Eisenach.
Der Mosbach ist ein etwa sieben Kilometer langer orographisch linker Zufluss des Erbstrom. Er verfügt über ein Einzugsgebiet von 14,8 km² und entspringt unterhalb des Forstortes Zollstock am Rennsteig.
In der Mosbacher Gemarkung befinden sich der Wachstein (496 m ü. NN), Hangstein (483,3 m ü. NN), Großer Drachenstein (470,5 m ü. NN), Dürrenberg (452,9 m ü. NN), Elsterberg (449,8 m ü. NN), Heiligenberg (425,4 m ü. NN) und der Triftberg (402,9 m ü. NN).

## Geschichte
Die erste urkundliche Erwähnung des Ortes als Muosbach findet sich in einer Besitzurkunde des Eisenacher Nicolaiklosters aus dem Jahr 1197.
Das Mosbacher Tal erstreckt sich auf einer Länge von mehr als fünf Kilometern zwischen Wutha und dem Rennsteig unweit der Hohen Sonne. Zunächst bestand Mosbach aus einer Gruppe von etwa 8 bis 10 Gebäuden am heutigen Ortsrand von Wutha. Bei 1997 durchgeführten Bauarbeiten für den neuen Radweg nach Mosbach wurden „In der alten Mosbach“ nochmals Grundmauern und Bodenschichten von drei Höfen sowie hochmittelalterliche Keramikscherben als Kleinfunde beobachtet. Die rußgeschwärzten Steine deuten auf eine Zerstörung durch Feuer hin. Bereits 50 Jahre zuvor wurde beim Bau eines etwa 100 m östlich errichteten Hauses Grundmauern, Kulturschichten und ein Steinpflaster entdeckt und von Archäologen freigelegt. Das Mosbacher Pferdchen (aus Ton gebranntes Spielzeugfragment eines Pferdes) und ein kleines Behältnis mit Brakteatenschatz aus der Münze der Thüringer Landgrafen befinden sich heute im Besitz des Thüringer Museums.

### Mittelalter

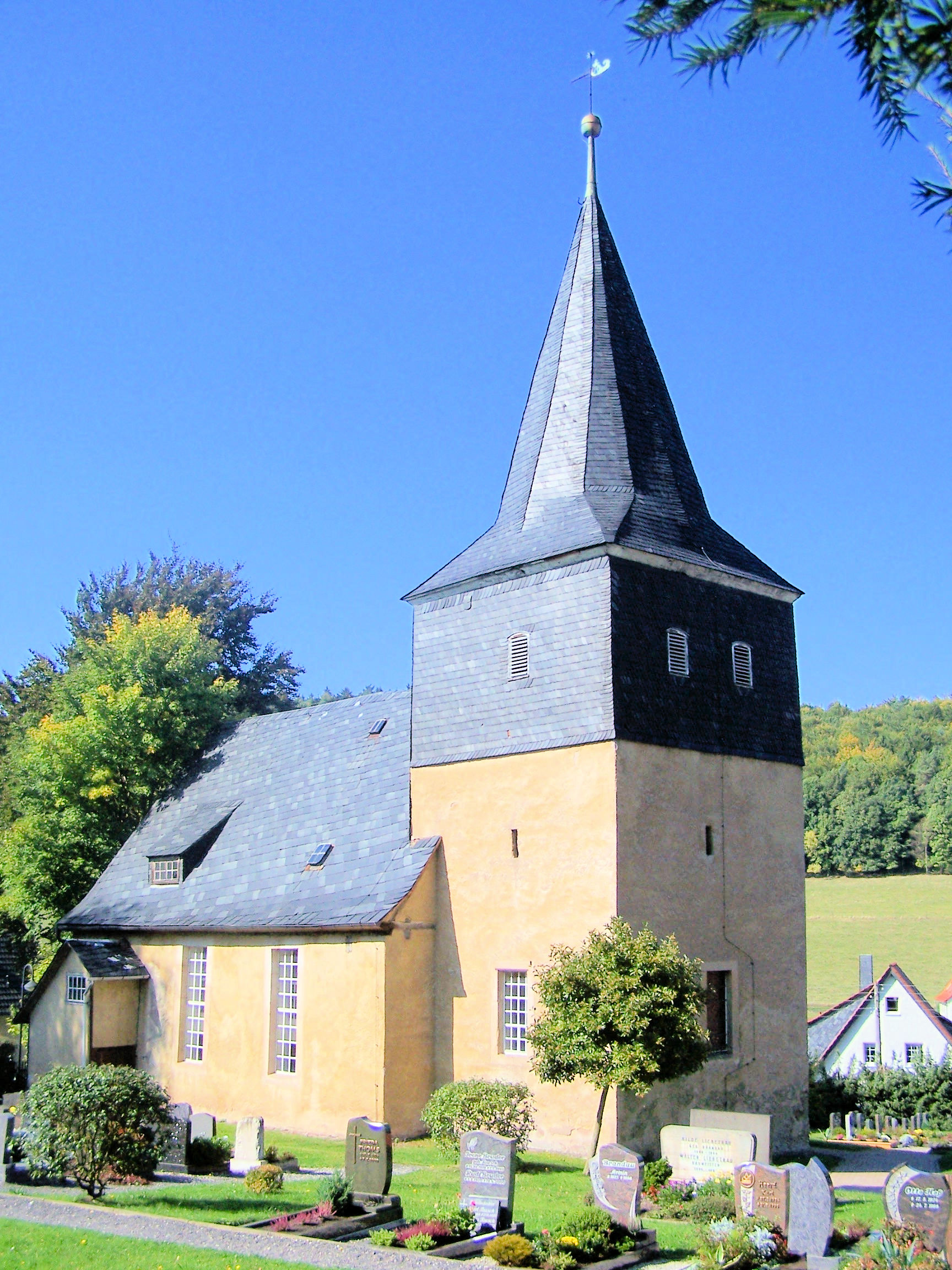
Die Kirche

Der neu errichtete Ort Mosbach wurde in die Talmitte, etwa zwei Kilometer westlich der abgebrannten und zur Wüstung „Alte Mosbach“ gewordenen Ursiedlung neu gegründet. Die „Neue Mosbach“ zählte weiterhin zum Burgbezirk und dem Amt Wartburg und war wirtschaftlich eng mit der Stadt Eisenach verbunden. Im Ort gab es bereits eine kleine Kirche, die dem Decanat Lupnitz unterstellt war. Der erste namentlich bekannte Mosbacher Pfarrer Nicolai wurde 1337 erwähnt. Das in der Ortschronik mehrfach erwähnte „Nonnenkloster“ war ein Gutshof des Eisenacher Nikolaiklosters, der sicher oft von den Nonnen aufgesucht wurde.
Der Unmut über unbegründet steigende Fronleistungen führte in der Mosbacher Bevölkerung 1483 zu einer Rebellion gegen den Amtmann der Wartburg. Das Dorf verweigerte die als Gemeindefron unentgeltlich zu leistenden Holzfuhren, Weiderechte in der Mosbacher Flur und angemahnte Haferlieferungen. Der Amtmann der Wartburg griff zwar mit harter Hand durch, den Mosbachern gelang aber eine gerichtlich bestätigte Milderung ihrer Lasten durchzusetzen.
Die sozialen Spannungen blieben bestehen und hatten die Teilnahme einiger Bauern am Bauernkrieg zur Folge. Als Buße mussten die einfachen Waldbauern von Mosbach, Kittelsthal und Ruhla 20 Gulden und 20 Rinder Strafgeld bereitstellen.

### Reformation und Neuzeit
Als erster von bislang 29 evangelischen Seelsorgern wurde der 1554 verstorbene Pfarrer Wolfgang Agricola in der Mosbacher Kirchenchronik erwähnt. Gegen die in dieser Zeit häufig erwähnten Fehden, Überfälle und Plünderungen war das auf eine Länge von einem Kilometer ausgebreitete Waldhufendorf schutzlos.
Im Dreißigjährigen Krieg verbargen sich viele Mosbacher mit ihrem Viehbesitz im sogenannten Ochsenstall – ein winziges Kerbtal bei den Mosbachquellen unterhalb des Rennsteigs, das nur einen schmalen Zugang hatte und somit leicht zu verteidigen war. Die aus Holz errichtete Kirche soll ebenfalls im Dreißigjährigen Krieg zerstört worden sein. Die heutige Mosbacher Kirche wurde im Oktober 1669 geweiht, sie diente zunächst auch der Kittelsthaler Bevölkerung als Gotteshaus. Bei einem Großbrand im Jahre 1723 wurde fast der ganze Ort verheert, man zählte 169 brandgeschädigte Gehöfte, auch das ehemalige Pfarrhaus mit dem Kirchenarchiv ging in Flammen auf.
Mit einer flehentlich abgefassten Petition an die Kirchenverwaltung hatte der 1728 in Mosbach eingesetzte Pfarrer Johann Phillip A. Letius Erfolg. Neben der Unterstützung für den eigenen Ort durfte er auch den Bau der Kittelsthaler Filialkirche in Auftrag geben, sie wurde jedoch erst am 9. November 1766 als Friedenskirche geweiht, zuvor musste die Kittelsthaler Bevölkerung schwere Lasten und die ruinösen Folgen des Siebenjährigen Krieges bewältigen.
Das in Mosbach und Kittelsthal im Spätsommer 1757 einquartierte „Würzburger Regiment“ wurde als der Alptraum der Gegend geschildert: nach dem Abzug der Truppe wurde der komplette Viehbestand des Dorfes vermisst berichtet Pfarrer Sallmann als glaubhafter Zeuge einer herzoglichen Untersuchungskommission.

### 19. Jahrhundert

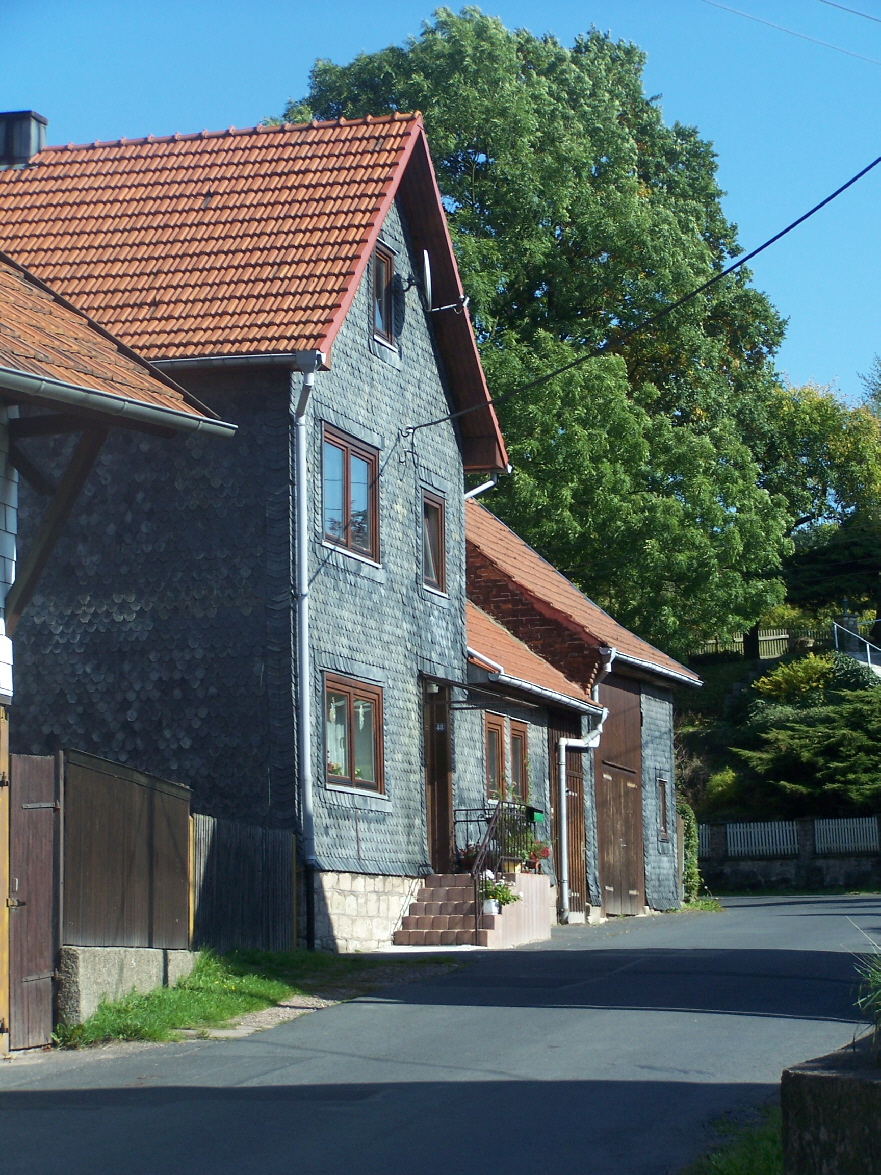
Historische Bausubstanz in der Ortsmitte

Die Mosbacher Bevölkerung erhielt 1853 erstmals hochherrschaftlichen Besuch: vom fünf Kilometer entfernten Schloss Wilhelmsthal kam die Großherzogin Sophie mit ihren Kindern auf einem Ausflug zu Besuch und speiste im Pfarrhaus. Eine felsige Waldpartie am Hirschstein unweit vom ehemaligen Jagdschloss Hohe Sonne wird noch heute als „Prinzessinnensteig“ bezeichnet. Das Zusammentreffen mit dem reizenden Pfarrerstöchterlein Helene verschaffte den Prinzessinnen Anna und Elisabeth eine oft entbehrte Spielkameradin, die man wohl danach öfters im Wilhelmsthaler Schlosspark zu Besuch fand.
Die erste Dorfschule in Mosbach wurde für die Mitte des 19. Jahrhunderts stark angewachsenene Schülerzahl zu klein, der Neubau wurde 1870 begonnen.
Die Gründung der örtlichen Freiwilligen Feuerwehr erfolgte 1884. Bis in das späte 19. Jahrhundert wurde der Hauptverkehr nach Mosbach von Süden über die von Eisenach nach Ruhla führende Weinstraße und den parallel dazu verlaufenden Mosbacher Marktweg abgewickelt, zu den östlichen Nachbarorten Wutha und Farnroda wurde eine befestigte Straße erst 1890 im Talgrund errichtet.

### 20. Jahrhundert

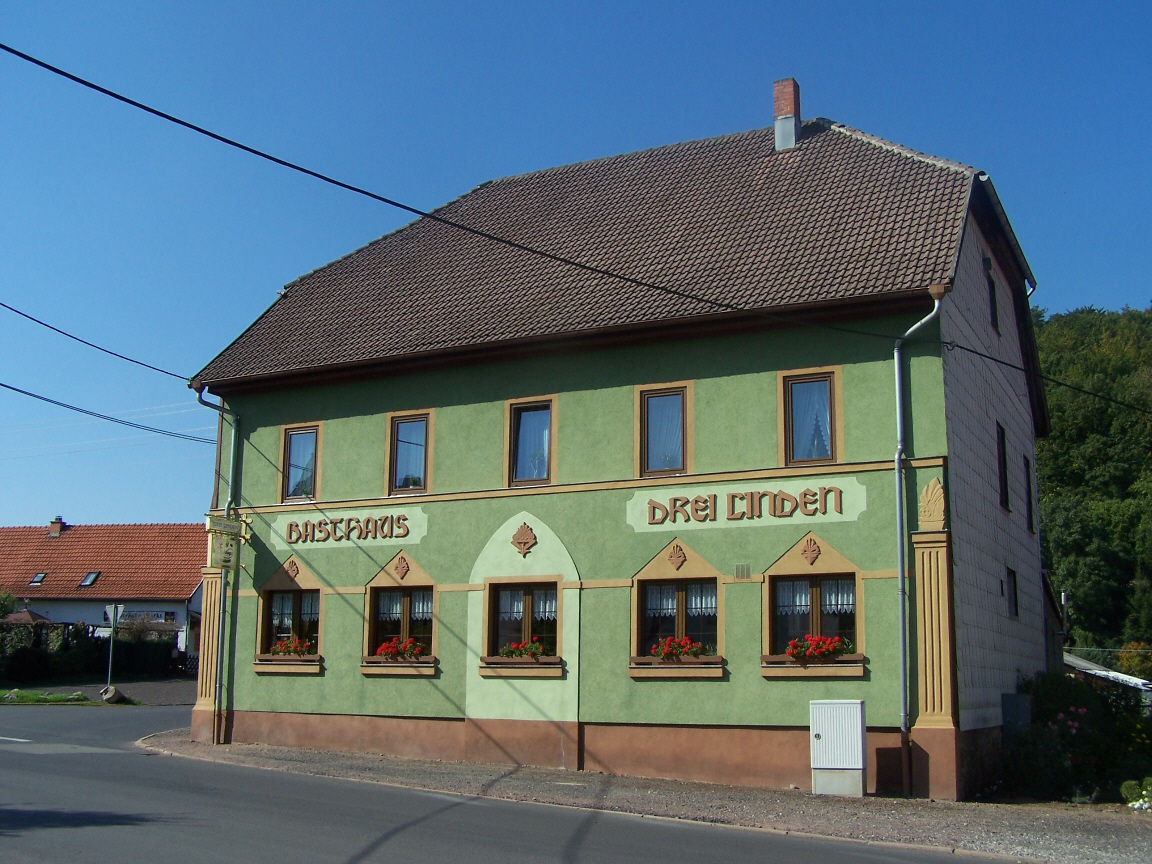
Das Gasthaus Drei Linden

Der Jahrhundertwechsel wurde auch in Mosbach mit einer besonders ausgestalteten Feier begangen, der Ort hatte 147 Wohnhäuser und 807 Einwohner. Zum Dorf zählte auch noch das Jagdschloss Hohe Sonne mit einem dort befindlichen Wirtshaus und Waldarbeiterunterkünften.
Mosbach wurde bereits im 19. Jahrhundert als beliebter Ausflugsort der Eisenacher und ihrer Gäste erwähnt, im Ort konnte man im „Klosterhof“, in der „Frischen Quelle“ und im Gasthaus „Drei Linden“ tafeln, hinzu kam das Rasthaus bei der Hohen Sonne. Das Gasthaus „Frische Quelle“ ist das letzte der drei Gasthäuser und wird zurzeit als Gasthaus und Pension betrieben.
Die wirtschaftliche Situation Mosbachs war über die Jahrhunderte von Landwirtschaft und Waldarbeiten geprägt. Erst nach dem Ersten Weltkrieg begann im Ort eine zaghafte Entwicklung ohne Industrialisierung. 1919 gründete Albin Kehr ein Sägewerk und die Zimmerei. Ein zweites Sägewerk entstand in der Kirchgasse für Adolf Quendt. Baumeister Liebetrau konnte sein Geschäft mit vielen Kundenaufträgen aus Eisenach und dem Erbstromtal erfolgreich begründen, ihm zur Seite trat später die Firma von Ludwig Seebach. Die ersten Stromleitungen wurden 1923 in Mosbach installiert, 1928 wurde das Waldbad erbaut, welches in der DDR-Zeit durch eine Betonmauer und 1997 durch eine Edelstahlwanne erneuert wurde. 1934 wurde das dritte Sägewerk für Karl Weber aufgebaut.

### DDR-Zeit
Der Ort wurde in der DDR-Zeit als staatlich anerkannter Erholungsort ausgewiesen. Im Jahresmittel verbrachten etwa 2000 Feriengäste im Ort in Privatunterkünften ihren Jahresurlaub. Mosbachs Einwohnerzahl betrug in den 1980er Jahren 1370 Einwohner. Die Bungalowsiedlung am Schwimmbad wurde von einem Berliner Betrieb in Auftrag gegeben und war als Betriebsferienheim bis zur Wende gut besucht. Am Ostrand begann nach Schließung der Grenze nach Hessen eine als Gartenkolonie gegründete Siedlung am Forstweg zum Kohlberg zu wachsen, die dort aus der Nachbarstadt Eisenach und dem Umland stammenden Siedler sind später teilweise nach Mosbach übersiedelt. In der Nähe des beliebten Mosbacher Schwimmbades wurde im Drachental der Mosbacher Sportplatz errichtet.

### Gegenwart
Am 14. April 1994 wurde Mosbach in die Gemeinde Wutha-Farnroda eingegliedert. Ortsteilbürgermeister ist Enrico Gruhl.
Die Kirchgemeinde Mosbach zählt zum Pfarrbereich Farnroda.
Anlässlich des 800-jährigen Bestehens des Ortes wurde 1997 die Mehrzweckhalle Triftberghalle eingeweiht, die regelmäßig für Veranstaltungen genutzt wird. Bereits 2009 führten die Pläne zum Bau einer Umgehungsstraße mit Talbrücke über dem westlichen Ortsteil von Mosbach zur Bildung einer Bürgerinitiative, die dieses Bauvorhaben unbedingt verhindern möchte.
Am 4. Juni 2021 ereignete sich ein Unwetter mit sturzflutartigen Regenfällen in Mosbach. Infolgedessen standen die Theo-Neubauer-Straße sowie Teile der Waldbadstraße unter Wasser. Es entstanden Schäden in Millionenhöhe.

## Partnerschaften
Mosbach unterhält seit 1990 mit Wallau an der Lahn eine Partnerschaft, welche von der örtlichen Freiwilligen Feuerwehr aufrechterhalten wird. Des Weiteren bestehen kirchliche Partnerschaften mit den Ortsteilen Mosbach der Stadt Gersfeld (Rhön) und der Stadt Feuchtwangen.

## Sehenswürdigkeiten

### Gedenkstätten

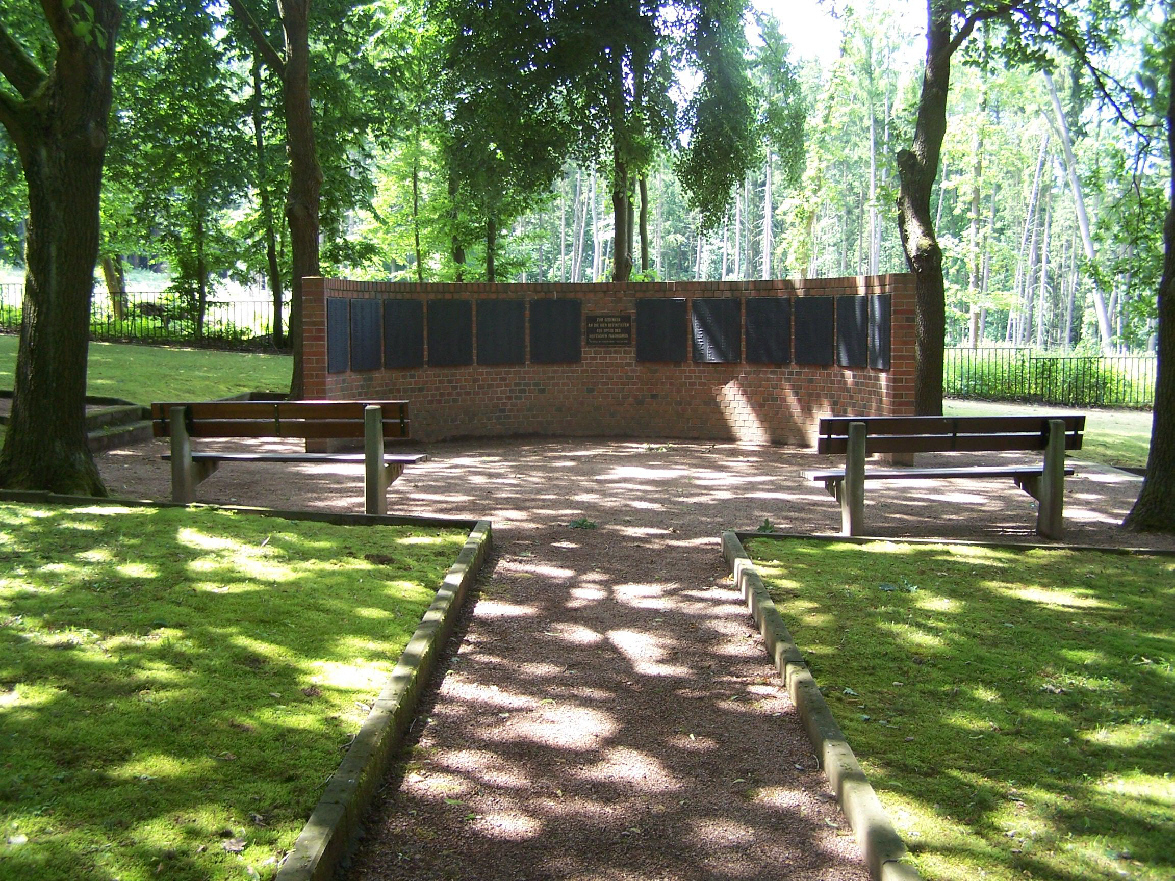
Das Mahnmal in den Erlengräben

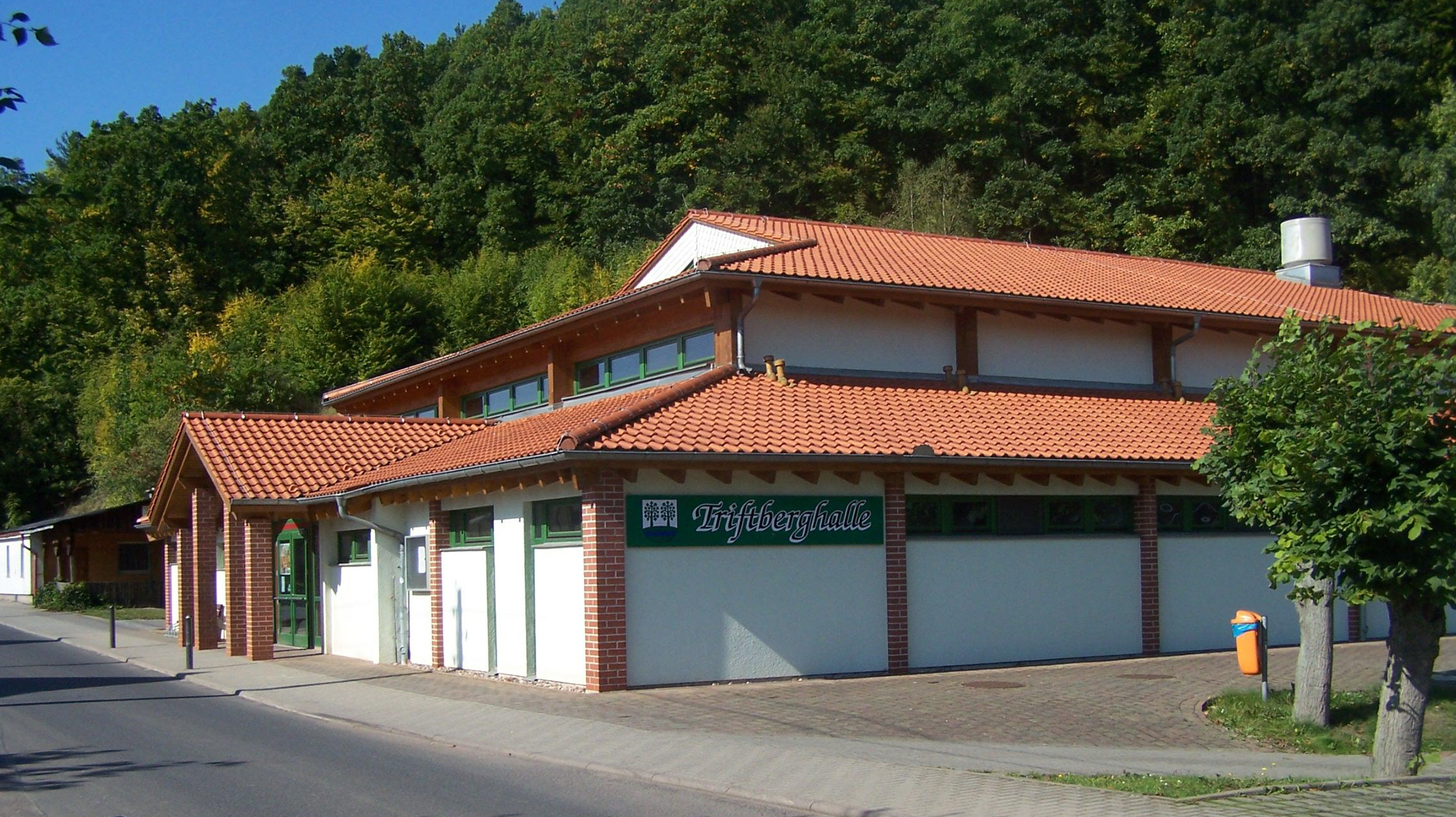
Die Triftberghalle

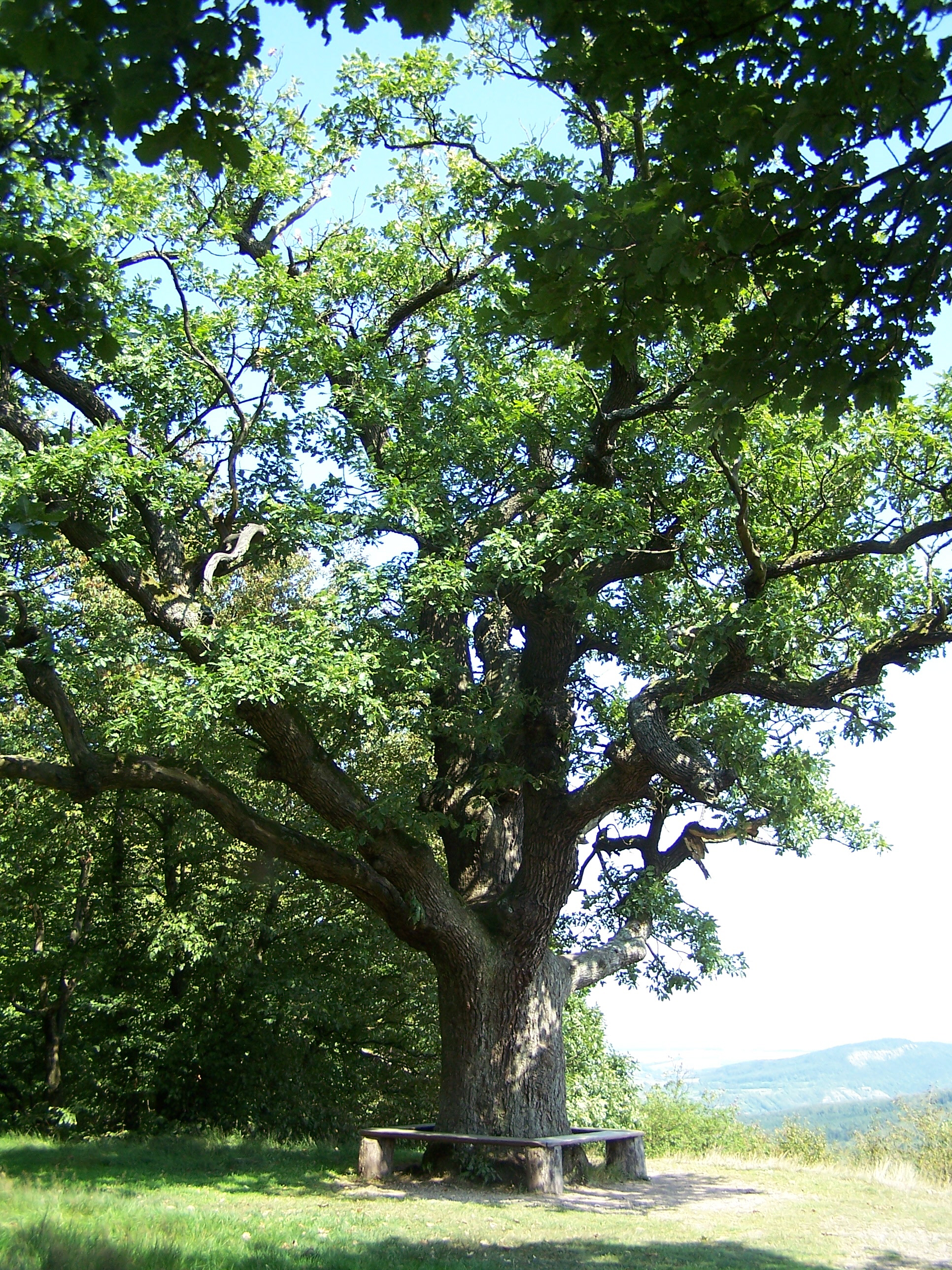
Der Gr. Drachenstein ist ein beliebter Aussichtspunkt.

- Ein Ehrenmal In den Erlengräben wurde im Jahr 1946 errichtet und erinnert an 455 namentlich genannte sowjetische Kriegsgefangene und Zwangsarbeiter, die in Eisenach und Umgebung im Zweiten Weltkrieg Opfer von Zwangsarbeit wurden, bei Luftangriffen oder Seuchen zu Tode kamen.
- Auf dem Friedhof erinnert ein Gedenkstein an die Toten und Vermissten Einwohner der beiden Weltkriege.
- Der Brüsser-Stein unterhalb des Hangsteins erinnert an einen nach wochenlanger Suche gefundenen Mann, der dort Opfer eines Raubmordes wurde.

### Bauwerke
- Die 1669 geweihte evangelische Dorfkirche Mosbach befindet sich unterhalb des Triftberges. Sie ist ein Baudenkmal und beinhaltet eine 2006 restaurierte Seitz-Orgel aus dem Jahr 1759. Sebastian Seitz, Orgelbauer aus Eisenach, 1700 bis 1774, war von 1722 bis 1734 Geselle von Andreas Silbermann.[7]
- Das Mosbacher Waldbad zählt zu den modernsten Freibädern im Wartburgkreis.
- Die Triftberghalle ist eine Multifunktionshalle in der Ortslage und dient den Einwohnern und Gästen des Ortes für Veranstaltungen als Dorfgemeinschaftshaus.

### Naturdenkmale
- Die Triftbäume sind zwei Linden, die hoch über Mosbach zwischen Mosbach und Kittelsthal stehen und im Wappen verankert sind.
- Die Mosbacher Linde ist ein markanter Baum an der Eisenacher Flurgrenze und Etappenziel des Mosbacher Marktweges nach Eisenach. Die 250 bis 300 Jahre alte Winterlinde wurde 1966 als Naturdenkmal ausgewiesen.[8]
- Die Königseiche und der 200 m entfernte, auf dem Großen Drachenstein stehende Baumveteran zählen zu den ältesten Eichen im Gemeindegebiet von Wutha-Farnroda. Vom Drachenstein bietet sich ein guter Ausblick zum Großen Hörselsberg und der Ruhlaer Berglandschaft bis zum Inselsberg.

## Wirtschaft und Infrastruktur

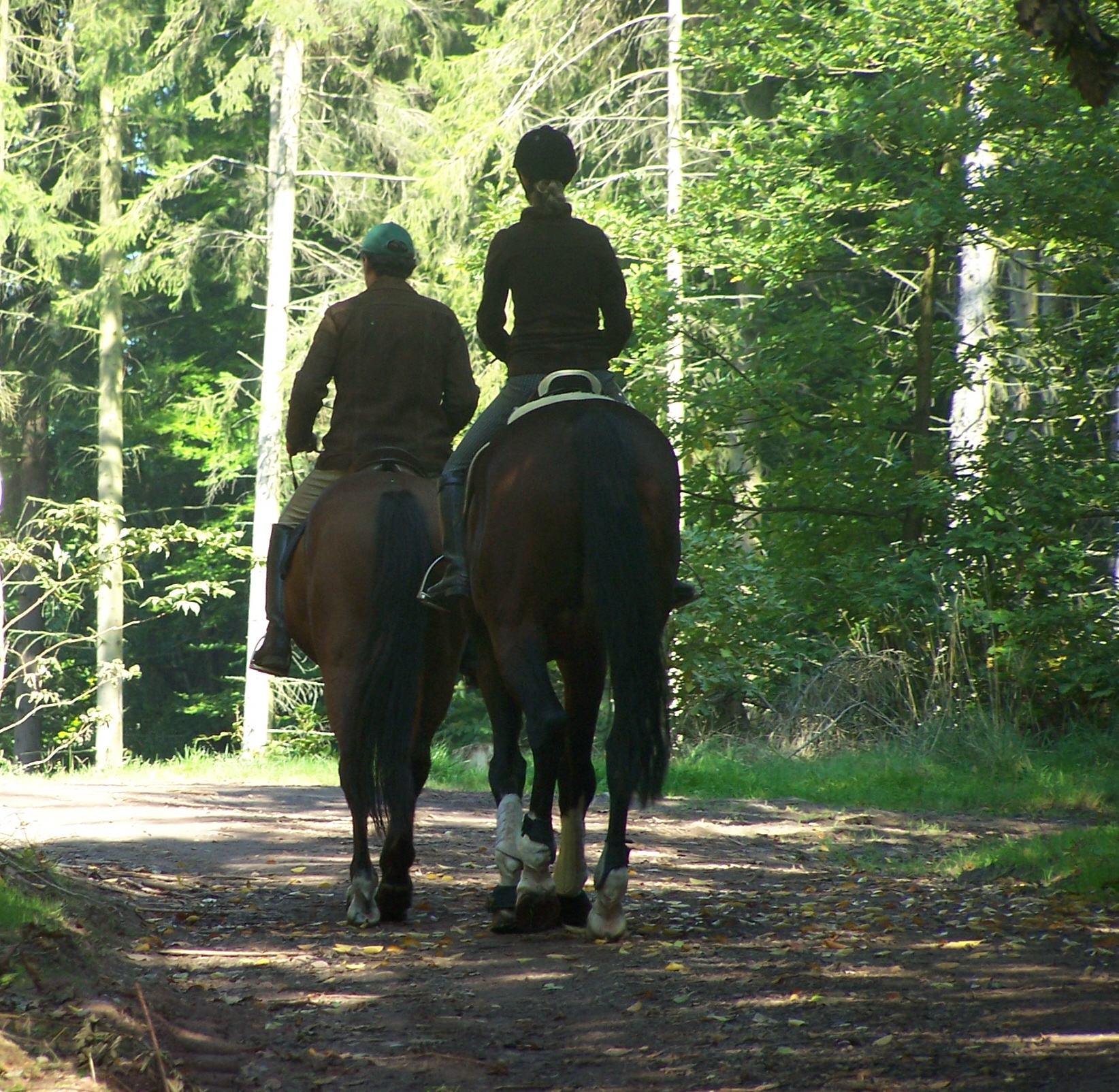
Reiter vom Gefilde nutzen regelmäßig die waldreiche Umgebung des Ortes für Erkundungen.

- Ein aus einer Autowerkstatt und -lackiererei entstandener Industriebetrieb befindet sich in der östlichen Ortslage.
- Der Ort Mosbach wird vom Verkehrsunternehmen Wartburgmobil durch die Linie 143 mit Wutha-Farnroda und teilweise direkt mit Eisenach verbunden. Im Sommer gilt ein Sonderfahrplan für die Linie zum Freibad.
- Der Ort hat ein intaktes Ortsbild und ist noch ländlich geprägt, die idyllische, waldreiche Lage macht ihn zu einem Zentrum des Fremdenverkehrs in Wutha-Farnroda.
- Die Gemeindeverwaltung, Praxen, Bahnanschluss, Handels- und Versorgungseinrichtungen befinden sich in der 1 km entfernten Kerngemeinde Wutha-Farnroda. Im Ort gibt es eine Pfarrei, Kirche und Friedhof, den Kindergarten (Mosbacher Waldspatzen), den Sportplatz, Revierförsterei und eine Freiwillige Feuerwehr.
- Ein Radweg verbindet die Ortsteile Wutha und Mosbach.

## Persönlichkeiten
In Mosbach geboren wurden:
- Hubert Horstmann (* 1937), Philosoph und Science-Fiction-Autor.
- Gregor Eisenhauer (* 1960), Schriftsteller und Germanist